# Ханс Тил
 Ханс Тил  (на немски: Hans Thill) е германски писател, преводач и издател.
От Ханс Тил на български е издадена книгата му „Търкалящ се калдъръм“ издадена през 2000 г. в издателство „Пигмалион“ и на немски под заглавието Kopfsteinperspektive в издателство Вундерхорн (Das Wunderhorn), като част от поредицата „Немско пътуване към Пловдив“ на същото издателство.
Живее в Хайделберг.